# فرگشت دید رنگی در نخستی‌ها

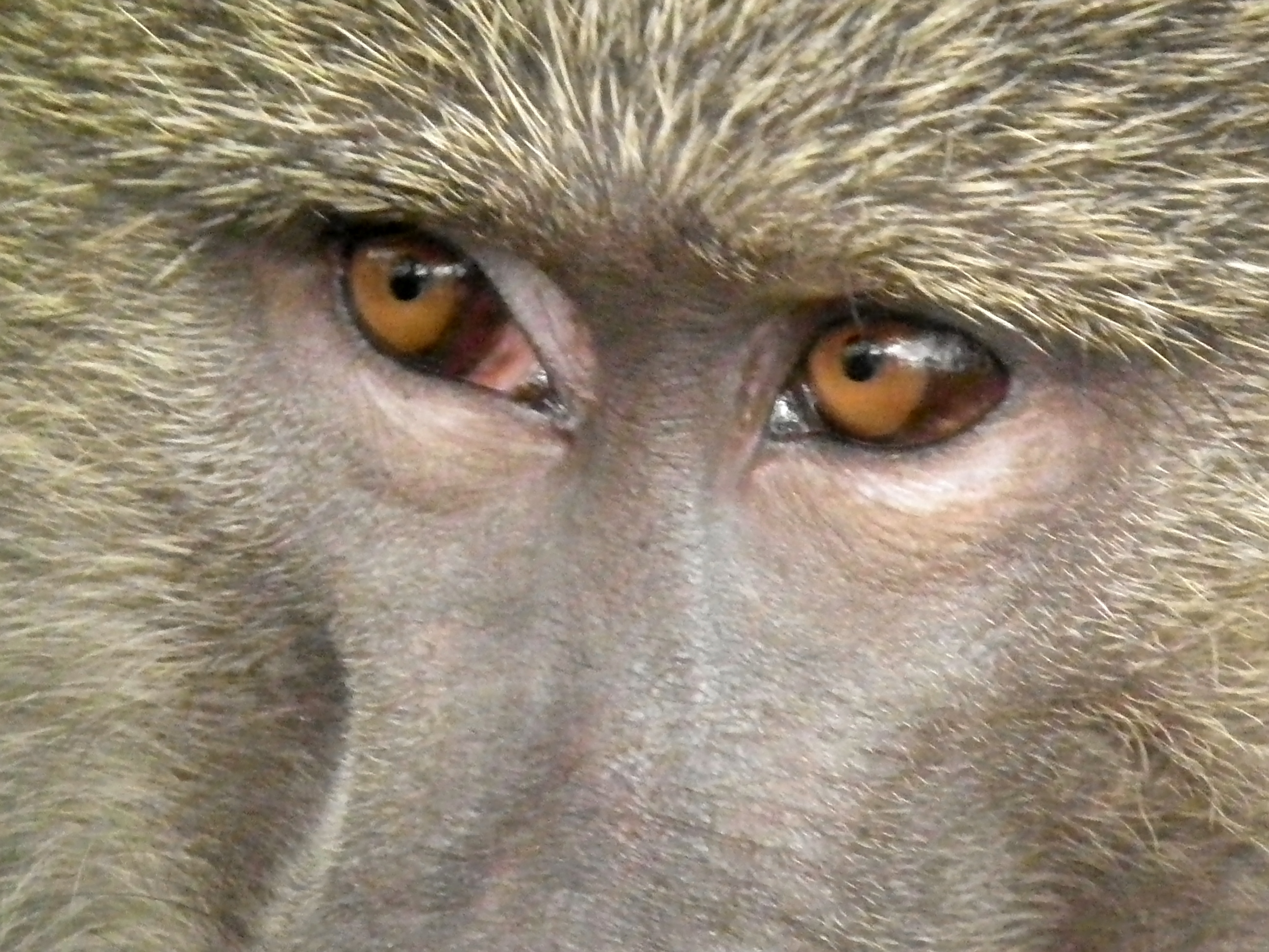
بابون

فرگشت دید رنگی در نخستی‌ها در مقایسه با بیشتر پستانداران هوددان بسیار نامعمول است. یک اجداد مهره‌دار دور از نخستی‌ها دارای چهاررنگ‌بینی بود، اما نیاکان پستانداران خونگرم و شبگرد، در زمان دایناسورها، دو تا از چهار مخروط را در شبکیه از دست دادند؛ بنابراین، بیشتر ماهیان استخوانی، خزندگان و پرندگان چهاررنگی هستند، در حالی که بیشتر پستانداران کاملاً دورنگ هستند، استثناهای سه‌رنگی در برخی پستانداران و کیسه‌داران، و تک‌رنگی در بسیاری از پستانداران دریایی هستند.

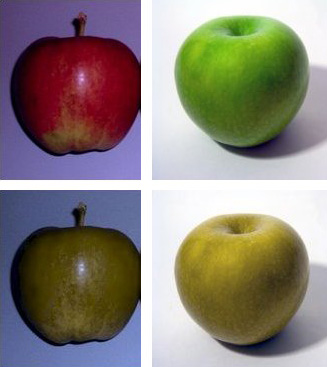
شبیه‌سازی سه‌رنگی (بالا) و دورنگی (زیر) از سیب‌های قرمز و سبز